# Domenico Lobello
Domenico Lobello (Barletta, 1838 – Napoli, 15 luglio 1913) è stato un medico e patriota italiano.

## Biografia
Nato a Barletta, si appassionò da subito agli studi. Dopo il collegio a Barletta, si laureò poco più che ventenne in medicina all'Università di Napoli.
Si imbarcò come volontario medico nella terza guerra d'indipendenza, a bordo dell'unitá Varese (cannoniera 1866), impegnata durante la Battaglia di Lissa.
Fu insieme a Francesco Conteduca e a Francesco Dascanio, uno dei tre barlettani a partecipare alla battaglia.
Dopo la guerra divenne professore ordinario alla facoltà di medicina dell'università di Napoli.
Tornò per un breve periodo nella sua città natale per l'epidemia di colera del 1886, prestando un notevole lavoro di assistenza per il quale fu premiato con due onoroficenze dallo stato.
Morì nella città partenopea il 15 luglio 1913 a causa di un cancro.
È sepolto nel Cimitero monumentale di Barletta.

La battaglia di Lissa

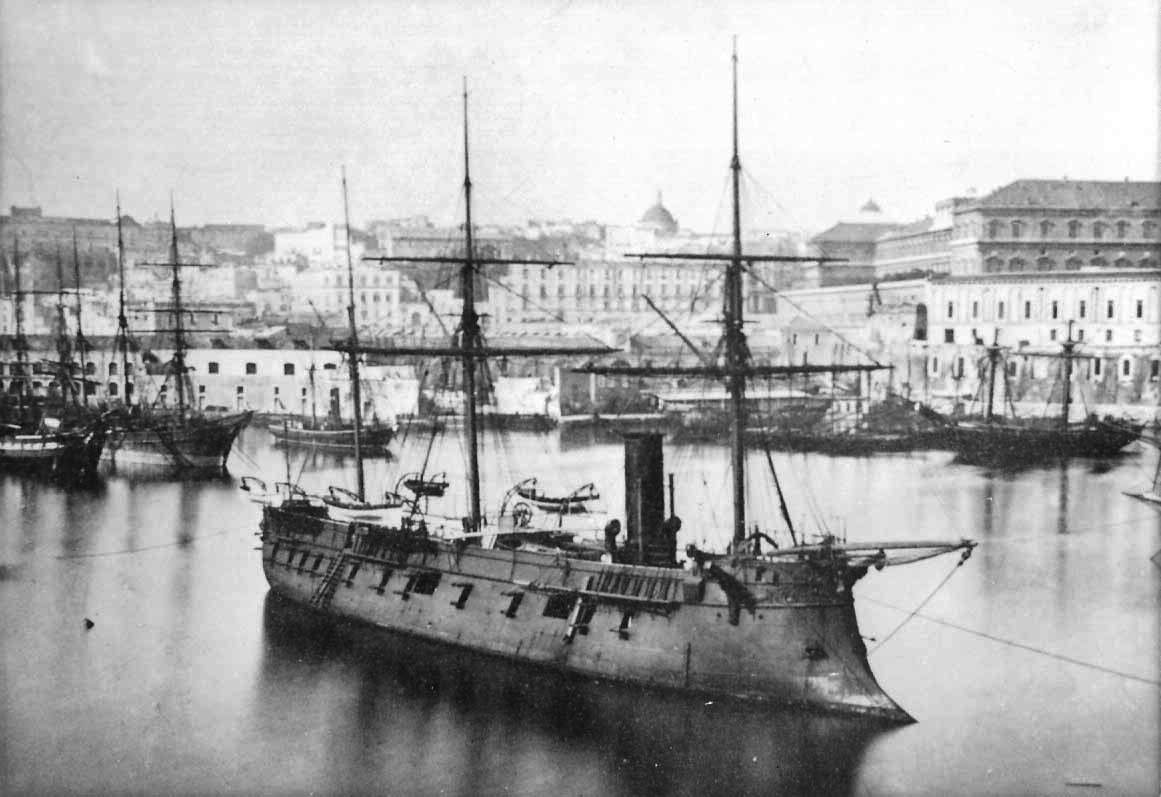
La cannoniera Varese

## Onorificenze
- Medaglia d’Argento
- Benemerito della salute pubblica